# 다카라즈카 가극단 85기생
다카라즈카 가극단 85기생은 1997년 4월에 다카라즈카 음악학교에 입학, 1999년 3월에 다카라즈카 가극단에 입단한 40명을 가리킨다.

## 개요
초무대 연목은 유키구미 공연 「재회／노바・보사・노바」。
| 신인공연        | 바우홀          | 동상공연    | 에트와르        | 조장        |
| --------------- | --------------- | ----------- | --------------- | ----------- |
| 마노 스가타     | 마노 스가타     | 유즈키 레온 | 유즈키 레온     | 소노 하루토 |
| 아오키 이즈미   | 아오키 이즈미   | 에미 쿠라라 | 하나가타 히카루 |             |
| 유즈키 레온     | 유즈키 레온     | 미나미 마리 | 사쿠라 이치카   |             |
| 나나호 히카루   | 토키 이리스     | 미와 아사히 | 오토키 스나오   |             |
| 하나가타 히카루 | 나나호 히카루   |             | 마이사키 린     |             |
| 에미 쿠라라     | 하나가타 히카루 |             | 미나미 마리     |             |
| 야마시나 아이   | 사쿠라 이치카   |             | 오토노 이즈미   |             |
| 오토노 이즈미   | 미호 아야       |             | 미와 아사히     |             |
| 미와 아사히     | 에미 쿠라라     |             |                 |             |
|                 | 야마시나 아이   |             |                 |             |
|                 | 마이사키 린     |             |                 |             |
|                 | 미와 아사히     |             |                 |             |

## 주요 학생

### OG
- 유즈키 레온 : 전 호시구미 톱스타
- 에미 쿠라라 : 전 츠키구미 톱여역
- 마노 스가타 : 전 하나구미 남역
- 아오키 이즈미 : 전 츠키구미 남역
- 나나호 히카루 : 전 소라구미 남역
- 하나가타 히카루 : 전 전과 남역
- 야마시나 아이 : 전 유키구미 여역
- 미와 아사히：전 소라구미 여역
- 오토노 이즈미 : 전 소라구미 여역

### 현역
- 소노 하루토 : 유키구미 남역 (조장)

## 일람
| 예명            | 생일      | 출신지                | 출신 학교                             | 예명의 유래                                                         | 애칭                 | 역할 | 퇴단년도 | 비고                                                                                              |
| --------------- | --------- | --------------------- | ------------------------------------- | ------------------------------------------------------------------- | -------------------- | ---- | -------- | ------------------------------------------------------------------------------------------------- |
| 美鳳あや        | 2월 23일  | 효고현 시소군         | 효고현립 야마자키고등학교             |                                                                     | 밋포-, 포-, 퐁       | 여역 | 2010년   |                                                                                                   |
| 미호 아야       | 2월 23일  | 효고현 시소군         | 효고현립 야마자키고등학교             |                                                                     | 밋포-, 포-, 퐁       | 여역 | 2010년   |                                                                                                   |
| 柚希礼音        | 6월 11일  | 오사카부 오사카시     | 시텐노지고등학교                      |                                                                     | 치에                 | 남역 | 2015년   |                                                                                                   |
| 유즈키 레온     | 6월 11일  | 오사카부 오사카시     | 시텐노지고등학교                      |                                                                     | 치에                 | 남역 | 2015년   |                                                                                                   |
| 美羽あさひ      | 7월 15일  | 히로시마현 히로시마시 | 시립미스즈가오카중학교                |                                                                     | 마챠미, 마사미, 미만 | 여역 | 2009년   |                                                                                                   |
| 미와 아사히     | 7월 15일  | 히로시마현 히로시마시 | 시립미스즈가오카중학교                |                                                                     | 마챠미, 마사미, 미만 | 여역 | 2009년   |                                                                                                   |
| 桜一花          | 4월 2일   | 이시카와현 카호쿠군   | 카나자와니시키가오카고등학교          |                                                                     | 이치카               | 여역 | 2014년   |                                                                                                   |
| 사쿠라 이치카   | 4월 2일   | 이시카와현 카호쿠군   | 카나자와니시키가오카고등학교          |                                                                     | 이치카               | 여역 | 2014년   |                                                                                                   |
| 音姫すなお      | 3월 3일   | 효고현 다카라즈카시   | 효고현립 다카라즈카키타고등학교       |                                                                     | 스나오, 오토키치     | 여역 | 2009년   |                                                                                                   |
| 오토키 스나오   | 3월 3일   | 효고현 다카라즈카시   | 효고현립 다카라즈카키타고등학교       |                                                                     | 스나오, 오토키치     | 여역 | 2009년   |                                                                                                   |
| 神月茜          | 8월 24일  | 카나가와현 후지사와시 | 카나가와현립 오시미즈고등학교         |                                                                     | 아카네               | 남역 | 2004년   |                                                                                                   |
| 카미즈키 아카네 | 8월 24일  | 카나가와현 후지사와시 | 카나가와현립 오시미즈고등학교         |                                                                     | 아카네               | 남역 | 2004년   |                                                                                                   |
| 高宮里菜        | 10월 24일 | 오사카부 미노오시     | 바이카중학교                          | 엄마의 예명                                                         | 마루, 간             | 여역 | 2005년   | 이모 토와 미치요 (47) 이모 미호카와 치사토 (48) 엄마 타카미야 사치 (51) 언니 타카미야 치나츠 (84) |
| 타카미야 리나   | 10월 24일 | 오사카부 미노오시     | 바이카중학교                          | 엄마의 예명                                                         | 마루, 간             | 여역 | 2005년   | 이모 토와 미치요 (47) 이모 미호카와 치사토 (48) 엄마 타카미야 사치 (51) 언니 타카미야 치나츠 (84) |
| 七星きら        | 1월 7일   | 미야자키현 미야자키시 | 미야자키대학부속중학교                |                                                                     | 유키미, 키라, 슈슈   | 여역 | 2006년   |                                                                                                   |
| 나나세 키라     | 1월 7일   | 미야자키현 미야자키시 | 미야자키대학부속중학교                |                                                                     | 유키미, 키라, 슈슈   | 여역 | 2006년   |                                                                                                   |
| 舞咲りん        | 11월 26일 | 미야자키현 미야자키시 | 미야자키여자고등학교                  |                                                                     | 린, 히메             | 여역 | 2020년   |                                                                                                   |
| 마이사키 린     | 11월 26일 | 미야자키현 미야자키시 | 미야자키여자고등학교                  |                                                                     | 린, 히메             | 여역 | 2020년   |                                                                                                   |
| 涼城まりな      | 12월 8일  | 군마현 안나카시       | 니이지마가쿠엔고등학교                |                                                                     | 타케마유, 치와와     | 여역 | 2009년   |                                                                                                   |
| 스즈시로 마리나 | 12월 8일  | 군마현 안나카시       | 니이지마가쿠엔고등학교                |                                                                     | 타케마유, 치와와     | 여역 | 2009년   |                                                                                                   |
| 映美くらら      | 6월 15일  | 쿠마모토현 키쿠치군   | 쿠마모토신아이죠가쿠인고등학교        |                                                                     | 쿠라라               | 여역 | 2004년   |                                                                                                   |
| 에미 쿠라라     | 6월 15일  | 쿠마모토현 키쿠치군   | 쿠마모토신아이죠가쿠인고등학교        |                                                                     | 쿠라라               | 여역 | 2004년   |                                                                                                   |
| 奏乃はると      | 4월 3일   | 사이타마현 사이타마시 | 키치죠여자고등학교                    |                                                                     | 니와, 하루토         | 남역 |          |                                                                                                   |
| 소노 하루토     | 4월 3일   | 사이타마현 사이타마시 | 키치죠여자고등학교                    |                                                                     | 니와, 하루토         | 남역 |          |                                                                                                   |
| 山科愛          | 12월 20일 | 사이타마현 사이타마시 | 카와무라가쿠엔                        |                                                                     | 시나                 | 여역 | 2008년   |                                                                                                   |
| 야마시나 아이   | 12월 20일 | 사이타마현 사이타마시 | 카와무라가쿠엔                        |                                                                     | 시나                 | 여역 | 2008년   |                                                                                                   |
| 七帆ひかる      | 11월 18일 | 이바라키현 히타치시   | 히다카중학교                          |                                                                     | 에리코, 나낫페       | 남역 | 2009년   |                                                                                                   |
| 나나호 히카루   | 11월 18일 | 이바라키현 히타치시   | 히다카중학교                          |                                                                     | 에리코, 나낫페       | 남역 | 2009년   |                                                                                                   |
| 真野すがた      | 7월 12일  | 카나가와현 요코스카시 | 키요이즈미죠가쿠인                    |                                                                     | 아즈사, 메오쨩       | 남역 | 2011년   |                                                                                                   |
| 마노 스가타     | 7월 12일  | 카나가와현 요코스카시 | 키요이즈미죠가쿠인                    |                                                                     | 아즈사, 메오쨩       | 남역 | 2011년   |                                                                                                   |
| 森咲かぐや      | 9월 13일  | 미야자키현 오오사키시 | 미야자키현립 후루카와여자고등학교     | 카구야히메처럼 누구에게나 사랑받을 수 있게                          | 카구야               | 여역 | 2009년   |                                                                                                   |
| 모리사키 카구야 | 9월 13일  | 미야자키현 오오사키시 | 미야자키현립 후루카와여자고등학교     | 카구야히메처럼 누구에게나 사랑받을 수 있게                          | 카구야               | 여역 | 2009년   |                                                                                                   |
| 真白ふあり      | 7월 20일  | 교토부 교토시         | 노트르담죠가쿠인고등학교              | 새하얀 눈이 두둥실 두둥실 내려 쌓이는 것처럼 노력을 쌓아갈 수 있게. | 키코, 후아리         | 여역 | 2006년   |                                                                                                   |
| 마시로 후아리   | 7월 20일  | 교토부 교토시         | 노트르담죠가쿠인고등학교              | 새하얀 눈이 두둥실 두둥실 내려 쌓이는 것처럼 노력을 쌓아갈 수 있게. | 키코, 후아리         | 여역 | 2006년   |                                                                                                   |
| 式部いろは      | 1월 13일  | 미야자키현 센다이시   | 센다이시립 이츠츠바시중학교           | 할머니와 엄마의 합작                                                | 이로하, 시-부-       | 여역 | 2002년   |                                                                                                   |
| 시키부 이로하   | 1월 13일  | 미야자키현 센다이시   | 센다이시립 이츠츠바시중학교           | 할머니와 엄마의 합작                                                | 이로하, 시-부-       | 여역 | 2002년   |                                                                                                   |
| 華形ひかる      | 9월 26일  | 도쿄도 나카노구       | 나카노구립 제11중학교                 |                                                                     | 미츠루               | 남역 | 2020년   |                                                                                                   |
| 하나가타 히카루 | 9월 26일  | 도쿄도 나카노구       | 나카노구립 제11중학교                 |                                                                     | 미츠루               | 남역 | 2020년   |                                                                                                   |
| 神麗華          | 8월 31일  | 야마나시현 니라사키시 | 야마나시현립 니라사키고등학교         |                                                                     | 진진, 미호           | 여역 | 2010년   |                                                                                                   |
| 진 레이카       | 8월 31일  | 야마나시현 니라사키시 | 야마나시현립 니라사키고등학교         |                                                                     | 진진, 미호           | 여역 | 2010년   |                                                                                                   |
| 天霧真世        | 9월 23일  | 오사카부 셋츠시       | 오사카부립 이바라키니시고등학교       |                                                                     | 마요                 | 남역 | 2011년   |                                                                                                   |
| 아마기리 마요   | 9월 23일  | 오사카부 셋츠시       | 오사카부립 이바라키니시고등학교       |                                                                     | 마요                 | 남역 | 2011년   |                                                                                                   |
| 青樹泉          | 1월 31일  | 도쿄도 미타카시       | 일본대학제2고등학교                   |                                                                     | 모리에               | 남역 | 2012년   |                                                                                                   |
| 아오키 이즈미   | 1월 31일  | 도쿄도 미타카시       | 일본대학제2고등학교                   |                                                                     | 모리에               | 남역 | 2012년   |                                                                                                   |
| 梅園紗千        | 5월 25일  | 교토부 교토시         | 카쵸여자고등학교                      | 본명                                                                | 사치, 시게           | 여역 | 2010년   |                                                                                                   |
| 우메조노 사치   | 5월 25일  | 교토부 교토시         | 카쵸여자고등학교                      | 본명                                                                | 사치, 시게           | 여역 | 2010년   |                                                                                                   |
| 音乃いづみ      | 1월 30일  | 도쿄도 쿠니타치시     | 도쿄도립 후츄니시고등학교             |                                                                     | 미키                 | 여역 | 2008년   |                                                                                                   |
| 오토노 이즈미   | 1월 30일  | 도쿄도 쿠니타치시     | 도쿄도립 후츄니시고등학교             |                                                                     | 미키                 | 여역 | 2008년   |                                                                                                   |
| 葉月さら        | 8월 12일  | 오사카부 이바라키시   | 바이카고등학교                        |                                                                     | 키이                 | 여역 | 2007년   |                                                                                                   |
| 하즈키 사라     | 8월 12일  | 오사카부 이바라키시   | 바이카고등학교                        |                                                                     | 키이                 | 여역 | 2007년   |                                                                                                   |
| 南海まり        | 10월 4일  | 도쿄도 토시마구       | 도쿄도립 코다이라고등학교             | 남쪽의 바다를 이미지화                                              | 미나미               | 여역 | 2008년   |                                                                                                   |
| 미나미 마리     | 10월 4일  | 도쿄도 토시마구       | 도쿄도립 코다이라고등학교             | 남쪽의 바다를 이미지화                                              | 미나미               | 여역 | 2008년   |                                                                                                   |
| 大海亜呼        | 3월 23일  | 오사카부 오사카시     | 소우아이고등학교                      |                                                                     | 에츠, 엣짱           | 여역 | 2015년   |                                                                                                   |
| 오오미 아코     | 3월 23일  | 오사카부 오사카시     | 소우아이고등학교                      |                                                                     | 에츠, 엣짱           | 여역 | 2015년   |                                                                                                   |
| 華桐わかな      | 10월 26일 | 도쿄도 스기나미구     | 도쿄릿쇼고등학교                      |                                                                     | 와카나               | 여역 | 2007년   |                                                                                                   |
| 하나기리 와카나 | 10월 26일 | 도쿄도 스기나미구     | 도쿄릿쇼고등학교                      |                                                                     | 와카나               | 여역 | 2007년   |                                                                                                   |
| 花森まゆり      | 10월 25일 | 도쿄도 스기나미구     | 일본음악학교                          |                                                                     | 마유리               | 여역 | 2003년   |                                                                                                   |
| 하나모리 마유리 | 10월 25일 | 도쿄도 스기나미구     | 일본음악학교                          |                                                                     | 마유리               | 여역 | 2003년   |                                                                                                   |
| 十輝いりす      | 2월 17일  | 도쿄도                | 신주쿠구립 니시토야마중학교           |                                                                     | 마사코, 마아쨩       | 남역 | 2016년   |                                                                                                   |
| 토키 이리스     | 2월 17일  | 도쿄도                | 신주쿠구립 니시토야마중학교           |                                                                     | 마사코, 마아쨩       | 남역 | 2016년   |                                                                                                   |
| 湖咲ひより      | 7월 17일  | 나가노현 코모로시     | 코모로고등학교                        |                                                                     | 히요리               | 여역 | 2006년   |                                                                                                   |
| 코사키 히요리   | 7월 17일  | 나가노현 코모로시     | 코모로고등학교                        |                                                                     | 히요리               | 여역 | 2006년   |                                                                                                   |
| 天翔ゆうり      | 1월 10일  | 사이타마현 카와구치시 | 우라와루터학원                        | 하늘 높이 비상할 수 있게되기를                                      | 유우리, 아야코       | 남역 | 2007년   |                                                                                                   |
| 텐쇼 유우리     | 1월 10일  | 사이타마현 카와구치시 | 우라와루터학원                        | 하늘 높이 비상할 수 있게되기를                                      | 유우리, 아야코       | 남역 | 2007년   |                                                                                                   |
| 銀河亜未        | 8월 9일   | 오카야마현 쿠라시키시 | 오카야마현립 쿠라시키코죠이케고등학교 |                                                                     | 아미, 긴가미         | 남역 | 2008년   |                                                                                                   |
| 긴가 아미       | 8월 9일   | 오카야마현 쿠라시키시 | 오카야마현립 쿠라시키코죠이케고등학교 |                                                                     | 아미, 긴가미         | 남역 | 2008년   |                                                                                                   |
| 花帆杏奈        | 7월 15일  | 아이치현 나고야시     | 스기야마죠가쿠엔고등학교              |                                                                     | 안나                 | 여역 | 2012년   |                                                                                                   |
| 카호 안나       | 7월 15일  | 아이치현 나고야시     | 스기야마죠가쿠엔고등학교              |                                                                     | 안나                 | 여역 | 2012년   |                                                                                                   |
| 嶺輝あやと      | 7월 22일  | 시즈오카현 시즈오카시 | 시즈오카시립 료츠메중학교             |                                                                     | 키요미               | 남역 | 2007년   |                                                                                                   |
| 미네키 아야토   | 7월 22일  | 시즈오카현 시즈오카시 | 시즈오카시립 료츠메중학교             |                                                                     | 키요미               | 남역 | 2007년   |                                                                                                   |
| 彩那音          | 11월 9일  | 카나가와현 요코하마시 | 타카기가쿠엔여자고등학교              |                                                                     | 히로미, 오토         | 남역 | 2011년   |                                                                                                   |
| 아야나 오토     | 11월 9일  | 카나가와현 요코하마시 | 타카기가쿠엔여자고등학교              |                                                                     | 히로미, 오토         | 남역 | 2011년   |                                                                                                   |
| 天野ほたる      | 10월 10일 | 아이치현 나고야시     | 아이치슈쿠토구고등학교                | 별이 빛나는 하늘을 이미지화                                         | 호타루, 호타코       | 여역 | 2010년   |                                                                                                   |
| 아마노 호타루   | 10월 10일 | 아이치현 나고야시     | 아이치슈쿠토구고등학교                | 별이 빛나는 하늘을 이미지화                                         | 호타루, 호타코       | 여역 | 2010년   |                                                                                                   |
| 純あいら        | 3월 14일  | 쿠마모토현 쿠마모토시 | 쿠마모토신아이죠가쿠인고등학교        | 아이라절 관음보살                                                   | 아이라, 준, 준코     | 여역 | 2007년   |                                                                                                   |
| 준 아이라       | 3월 14일  | 쿠마모토현 쿠마모토시 | 쿠마모토신아이죠가쿠인고등학교        | 아이라절 관음보살                                                   | 아이라, 준, 준코     | 여역 | 2007년   |                                                                                                   |
| 柊巴            | 7월 7일   | 시즈오카현 하마키타시 | 시즈오카현립 하마나고등학교           |                                                                     | 히이라기, 라기       | 남역 | 2008년   |                                                                                                   |
| 히이라기 토모에 | 7월 7일   | 시즈오카현 하마키타시 | 시즈오카현립 하마나고등학교           |                                                                     | 히이라기, 라기       | 남역 | 2008년   |                                                                                                   |
| 音瀬朱夏        | 5월 6일   | 효고현 다카라즈카시   | 아시야대학부속고등학교                |                                                                     | 아키, 슈카           | 남역 | 2002년   |                                                                                                   |
| 오토세 슈카     | 5월 6일   | 효고현 다카라즈카시   | 아시야대학부속고등학교                |                                                                     | 아키, 슈카           | 남역 | 2002년   |                                                                                                   |